# Medycyna Mezopotamii

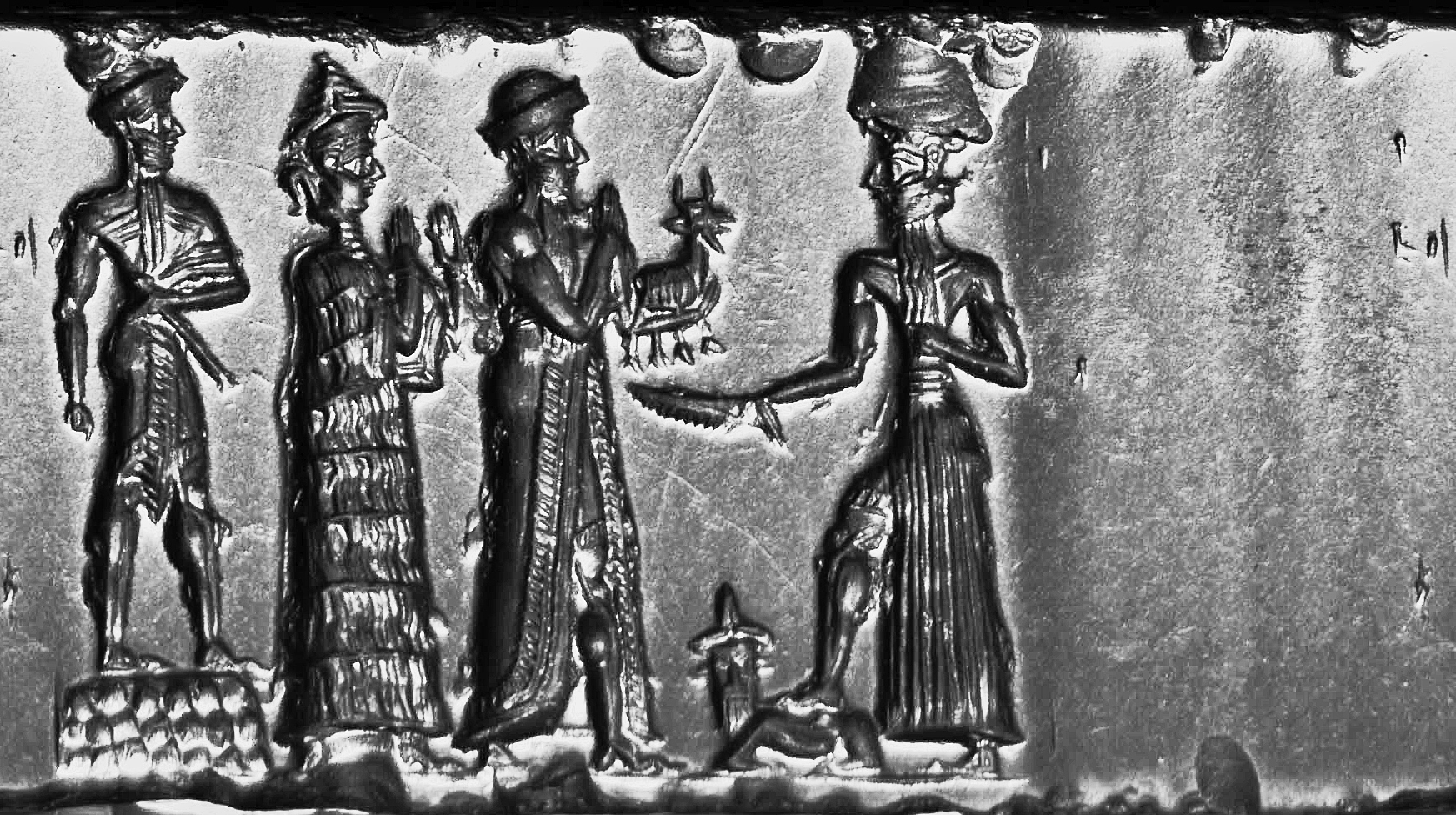
Dwaj królowie i bogini składają ofiarę bogu Utu z nożem-piłą w ręku i bykiem-człowiekiem u stóp (por. lamassu)

Medycyna Mezopotamii – sztuka lekarska, rozwijająca się w Mezopotamii od czasów panowania III dynastii z Ur (druga połowa trzeciego tysiąclecia p.n.e.) wiedza o zdrowiu i chorobach człowieka oraz o sposobach ich leczenia i zapobiegania im. Jako medycyna starożytna miała głównie charakter magiczno-religijny, lecz częściowo również empiryczno-racjonalny, co zostało potwierdzone po analizie archeologicznych znalezisk z okresu Uruk (tereny Uruk, Ur, Lagasz) i innych.

## Geograficzne warunki rozwoju cywilizacji, tło kulturowe i historyczne
Obszar doliny, którą płyną rzeki Eufrat i Tygrys, stał się – dzięki korzystnemu położeniu geograficznemu – kolebką wielkich cywilizacji starożytnego Bliskiego Wschodu. Około 10 tys. lat p.n.e. na tym terenie, regularnie użyźnianym mułem z wiosennych roztopów w górnym biegu rzek, powstały pierwsze obszary rolnicze. W okresie rewolucji neolitycznej uprawiano pszenicę, proso i jęczmień. Później zajmowano się również uprawą innych roślin (rośliny strączkowe, figi, winorośle) oraz hodowlą (kozy, owce, gazele). Uniezależnienie ludzkich społeczności od łowiectwa i zbieractwa wymagało osiedlenia się, a wysokie plony umożliwiły wzrost zaludnienia. Następowały przekształcenia struktury społeczeństw, powstawały miasta i państwa, opanowano sztukę irygacji, budowy magazynów, sprawnej administracji. Ciągłość rozwoju była zakłócana okresami wojen między sąsiednimi plemionami i państwami o różnej kulturze (zob. ludy i religie Mezopotamii, historia Asyrii, historia Babilonii). Władcy terenów doliny Tygrysu i Eufratu podejmowali również próby zagarnięcia dóbr w dolinie Nilu (np. wyprawa Sennacheryba do Egiptu). Opierając się na tzw. „krótkiej chronologii”  Jürgen Thorwald wyróżnia okresy:

- ok. 3000–2800 – okres Uruk
- ok. 2800–2700 – okres Dżamdat Nasr
- ok. 2600  – okres Mesilima
- ok. 2500–2350 – okres  I dynastii z Ur
- ok. 2360  – Urukagina, Lugalzagesi z Uruku
- ok. 2360–2150 – okres Akadyjski
- ok. 2150–2070 – okres Gutów
- ok. 2044–1955 – okres III dynastii z Ur
- ok. 1955–1700 – okres Isin–Larsa
- ok. 1730–1530 – dynastia Hammurabiego
- ok. 1530–1160 – okres Kasytów
- ok. 1180–1078 – państwo środkowoasyryjskie (okres średnioasyryjski)
- 909–612  – państwo nowoasyryjskie (okres nowoasyryjski)
- 625–539  – państwo chaldejskie

Wieloletnie badania asyriologiczne pozwoliły zgromadzić bogaty zbiór informacji o kolejnych władcach i historii ich podbojów, natomiast zdobywanie wiedzy o macedońskiej medycynie napotyka poważne trudności, m.in. ze względu na niejednoznaczność dokumentów zapisanych pismem klinowym w formie piktograficznej i w kolejnych wersjach języka sumeryjskiego oraz na ścisły związek medycyny z magią (np. magia babilońska).

## Poszukiwania informacji o medycynie w Mezopotamii

### Opinia Herodota (V wiek p.n.e.)
Herodot, dociekliwy obserwator pracy lekarzy w starożytnym Egipcie, odwiedził Babilon w 450 roku p.n.e. Zachwycał się miastem, mimo jego wcześniejszych zniszczeń przez wojska asyryjskie i perskie. W Dziejach (rok 450 p.n.e.) napisał m.in.:

Tak wielkie jest miasto Babilon i tak wspaniale zbudowane, jak żadne inne znane mi na świecie.

Równocześnie stwierdził:

Prowadzą chorych na rynek, ponieważ nie mają lekarzy. Następnie każdy przechodzień przystępuje do chorego i udziela mu rady odnośnie tej choroby, jeśli sam miał nieszczęście jej ulec, lub też zna chorego, który ma takie same dolegliwości. Omawia to przystępując do chorego i radzi mu środek, który jemu samemu lub znajomemu pomógł w podobnej chorobie. Nikt nie może w milczeniu przejść obok chorego, jeśli go przedtem nie wypyta, na co cierpi.

### Osiągnięcia asyriologii w XIX–XX w.
Asyriolodzy przełomu XIX/XX wieku osobiście doświadczyli występowania w Mezopotamii licznych chorób zakaźnych i deprymującego wpływu klimatu na układ nerwowy
. W czasie swoich ekspedycji niemal wszyscy zetknęli się z malarią, ospą, cholerą, trądem i in. (George Smith, który odkrył w Niniwie Epos o Gilgameszu, zmarł na dżumę w wieku 36 lat). Byli przekonani, że Herodot się mylił – że wysoki poziom kultury starożytnej Mezopotamii musiał być zgodny z poziomem medycyny. Mimo tego przekonania poświęcali zagadnieniom medycznym mało uwagi, mając do dyspozycji stosunkowo niewiele narzędzi badawczych, znacznie mniej niż egiptolodzy, badający zachowane ślady medycyny staroegipskiej. W wydanej w 1962 roku książce „A Short History of Medicine” (Charles Singer, E. Ashworth Underwood), liczącej 915 stron, tekst rozdziału Medicine of Mesopotamia mieści się na ok. 5 stronach. Zajmujący się współcześnie historią medycyny w Mezopotamii Irving Finkel, kurator największej na świecie kolekcji mezopotamskich tabliczek z inskrypcjami klinowymi (Departament Bliskiego Wschodu w Muzeum Brytyjskim), napisał w 1997 roku:

Obecnie nie dysponujemy rzetelnym współczesnym tłumaczeniem jakiejkolwiek istotnej partii opublikowanego dotychczas korpusu tekstów medycznych napisanych pismem klinowym.

Pierwsze próby odczytania pisma klinowego rozpoczęli m.in. Georg Friedrich Grotefend (1775–1853), Rasmus Rask (1787–1832), Eugène Burnouf (1801–1852), Christian Lassen (1800–1876). Współczesna wiedza historyków medycyny pochodzi m.in. ze znajdujących się w licznych muzeach świata fragmentów podręczników medycznych, odnalezionych recept, odbitek pieczęci lekarzy i ich korespondencji z pacjentami-królami, a również z treści kodeksów praw, tekstów eposów, takich jak epos o Gilgameszu poszukującym tajemnicy nieśmiertelności lub epos Gilgamesz, Enkidu i świat podziemny i sumeryjskich mitów, przypominające szamanizm (złe duchy, niosące burze piaskowe lub choroby, np. Pazuzu, Labartu i Lilith). Źródłem cennych informacji są też księgi historyczne Starego Testamentu (np. Księga Jozuego, 1 Księga Samuela, Wojna Sennacheryba z Ezechiaszem według Biblii, zob. Tabela ksiąg Starego Testamentu).
W historii gromadzenia tej części archeologicznych zbiorów, która zawiera treści medyczne, wyróżnia się daty:
1845–1854Austen Henry Layard i Hormuzd Rassam odkrywają ruiny Biblioteki Aszurbanipala w Niniwie, 666 tablic z treściami medycznymi (półmetrowa warstwa 20. tys. fragmentów); 1885 – pierwsze tłumaczenie (Archibald Sayce); 1904–1921 – dokładniejsze przekłady (Friedrich Küchler, Erich Ebeling, F. von Oefele); 1923 – tłumaczenie R. Campbella Thompsona
1861Hormuzd Rassam przesyła do Muzeum Brytyjskiego odkopane tabliczki z Eposem o Gilgameszu,
1872George Smith dokonuje pierwszego przetłumaczenia eposu,
1877Ernest Choquin de Sarzec znajduje w Girsu pieczęć cylindryczną – kartę wizytową lekarza z ok. 2000 r. p.n.e., prawdopodobnie lekarza księcia Urningirsu z Lagaszu (Ur-Ningirsu I lub Ur-Ningirsu II; zob. kronika władców Lagasz)
1902Gustave Jéquier (członek wyprawy de Morgana), odkrywa w Suzie stelę z tekstem Kodeksu Hammurabiego – zbioru praw, wprowadzonych w XVIII w. p.n.e. (w XII w. p.n.e. stelę wywiózł  z Sippar władca Elamu Szutruk-Nahhunte II); w zbiorze znajdują się paragrafy potwierdzające istnienie specjalności lekarskich, np. chirurgii
1933–1935Francuz André Parrot identyfikuje Mari, odkrywa m.in. ruiny pałacu króla Zimri-Lima i pobliskiego zigguratu (ok. 3500 rok p.n.e.) oraz odnajduje ponad 200 tys. tabliczek z XIX-XVIII wieku p.n.e. z tekstami dotyczącymi organizacji i stanu państwa oraz codziennego życia jego mieszkańców (ok. 3 tys. tabliczek to listy)
1956Samuel Noah Kramer (amerykański badacz pisma klinowego) opublikował książkę Die Geschichte beginnt mit Sumer, zawierającą reprodukcję odkopanej w Niniwie tabliczki sprzed ponad czterech tysiącleci, uważanej za najstarszy znany ludzkości podręcznik lekarski (na powierzchni ok. 8×15 cm bezimienny sumeryjski lekarz zapisał ponad tuzin lekarskich recept)

## Choroby, lekarze, leczenie

### Źli bogowie, demony i choroby
Podobnie jak w bardziej prymitywnych cywilizacjach, przyczyn chorób dopatrywano się w czynnikach ponadnaturalnych. Występowanie chorób uważano za skutek działalności złych bogów i bardzo licznych demonów (np. demony wywodzące się od duchów źle pochowanych zmarłych, domagające się większych ofiar i inne straszne wytwory wyobraźni kapłanów, wzmacniające ich wpływ na ludzi ogarniętych lękiem przed cierpieniem i śmiercią). Chory król Aszurbanipal pisał: Największą grozę budziła „Zła Siódemka” – odstępowano wręcz od leczenia w dniu 7 od pierwszych objawów i jego wielokrotnościach

Dlaczego choroba, złe samopoczucie, nędza i nieszczęście są moim udziałem? […] Dawałem dobra bogom i ludziom, zmarłym i żywym. Składałem ofiary zmarłym i wprowadziłem ponownie zwyczaj składania ofiar w napoju duchom moich przodków, którym już ofiar nie składano […] Nędza ducha i ciała powalają mnie. Wśród krzyku i skarg kończę moje dni.

René Labat, autor wydanej w 1951 roku dwutomowej książki Traité akkadien de diagnostics et pronostics médicaux, w odczytanych z glinianych tabliczek tekstach na temat chorób, zawierających liczne odwołania do woli duchów, zaklęcia itp., znalazł opisy objawów, odpowiadające wyobrażeniom z XIX i XX wieku, takie jak np. opis pacjenta chorego prawdopodobnie na gruźlicę jelit (zob. różnicowanie w chorobie Crohna):

Chory stale kaszle, plwocina jest gęsta i czasem zawiera krew. Jego oddech gra jak flet. Jego ręka jest zimna, ale stopy gorące. Łatwo się poci, a serce jego jest uszkodzone. Jeśli choroba jest gwałtowna, występują stałe rozwolnienia.

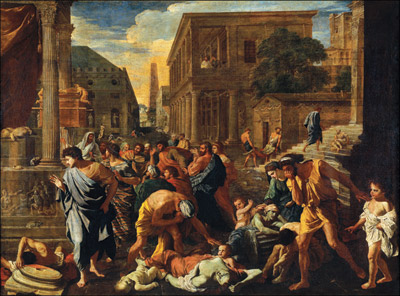
Epidemia dżumy spowodowała w Ashdod śmierć ponad 50 tys. ludzi (mal. Nicolas Poussin)

Analogicznie przeredagowane przez Labata starożytne opisy objawów innych chorób pozwalają ludziom współczesnym nazwać dolegliwości zapaleniem opłucnej lub płuc, zapaleniem oskrzeli, żółtaczką, nieżytem żołądka (gastritis), skrętem jelit, dolegliwościami żółciowymi, żylakami odbytu, udarem, zapaleniem ucha środkowego, rzeżączką, chorobami nerek i pęcherza.
Większe wątpliwości dotyczą nazw chorób wymienionych w tekście Kodeksu Hammurabiego i w zachowanych fragmentach zbioru praw sumeryjskiego króla Ur-Nammu (przełom XXII/XXI w. p.n.e.). W Kodeksie Hammurabiego użyto np. nazw „bennu” i „sibtu”, których znaczenie wnikliwie przeanalizował Karl Sudhoff wykazując, że oznaczają trąd i epilepsję. Uznaje się też, że Salmanasar IV, Aszur-dan III i Aszur-nirari V panowali w czasach anarchii i buntu, spowodowanych dżumą, nie jest jednak pewne, czy w tekstach asyryjskich „dżumą” (mutan) nie była nazywana każda „zaraza”. Przekonujących argumentów za epidemicznym charakterem choroby, która odegrała ważną rolę w czasie walk Izraelczyków z Filistynami, dostarczyła analiza tekstów Starego Testamentu, a przede wszystkim 1 Księga Samuela (zob. starożytność Aszdod i Bet Szemesz). Zaatakowani przez dżumę Filistyni oddali Izraelczykom Arkę Przymierza, przekazując im dar pojednania – pięć złotych guzów i pięć złotych szczurów lub myszy. Było to wymownym odniesieniem do objawów choroby (guzy dymienicze) i do plagi gryzoni, powodujących szerzenie się zakażenia (zob. też Wyprawa Sennacheryba do Egiptu, czarna śmierć).

### Dobrzy bogowie i uzdrowiciele –baru,ashipuiasu
Szansy na uzdrowienie dopatrywano się w działalności innych bogów (np. Sebitti, Sebittu, Iminbi). Jednym z bogów pomagających ludziom był Enki (zob. mit Inana i Enki), który według wierzeń był przodkiem wszystkich lekarzy, oraz jego wnuk Nabu, który patronował medycynie. Innym z przychylnych bogów był też Ningiszzida, sumeryjski bóg wegetacji, często przedstawiany pod postacią węża. Wąż odgrywa też istotną rolę w eposie o Gilgameszu (tabliczki IX–XI), który poszukuje nieśmiertelności. Pragnąc mu pomóc Utnapisztim (Ziusudra) – jeden z nielicznych ocalałych z potopu (odpowiednik Noego), obdarzony nieśmiertelnością w nagrodę za uratowanie życia ludzi i zwierząt – wskazuje zioło przywracające młodość. Gilgamesz zrywa roślinę, ale dopuszcza do tego, że zjada ją wąż, który uzyskuje zdolność odmładzania się przez zrzucanie skóry (zob. laska Eskulapa, kielich Higiei).
W Mezopotamii, podobnie jak w innych starożytnych cywilizacjach, leczeniem zajmowali się głównie kapłani w licznych świątyniach. Wyróżnia się trzy grupy kapłanów-uzdrowicieli. Uważa się, że wszyscy przygotowywali się do wykonywania swoich zadań w tych samych przyświątynnych szkołach, po czym składali przysięgę służbową i „przysięgę na wierność” (prawdopodobnie królowi). Zajmowali się: 

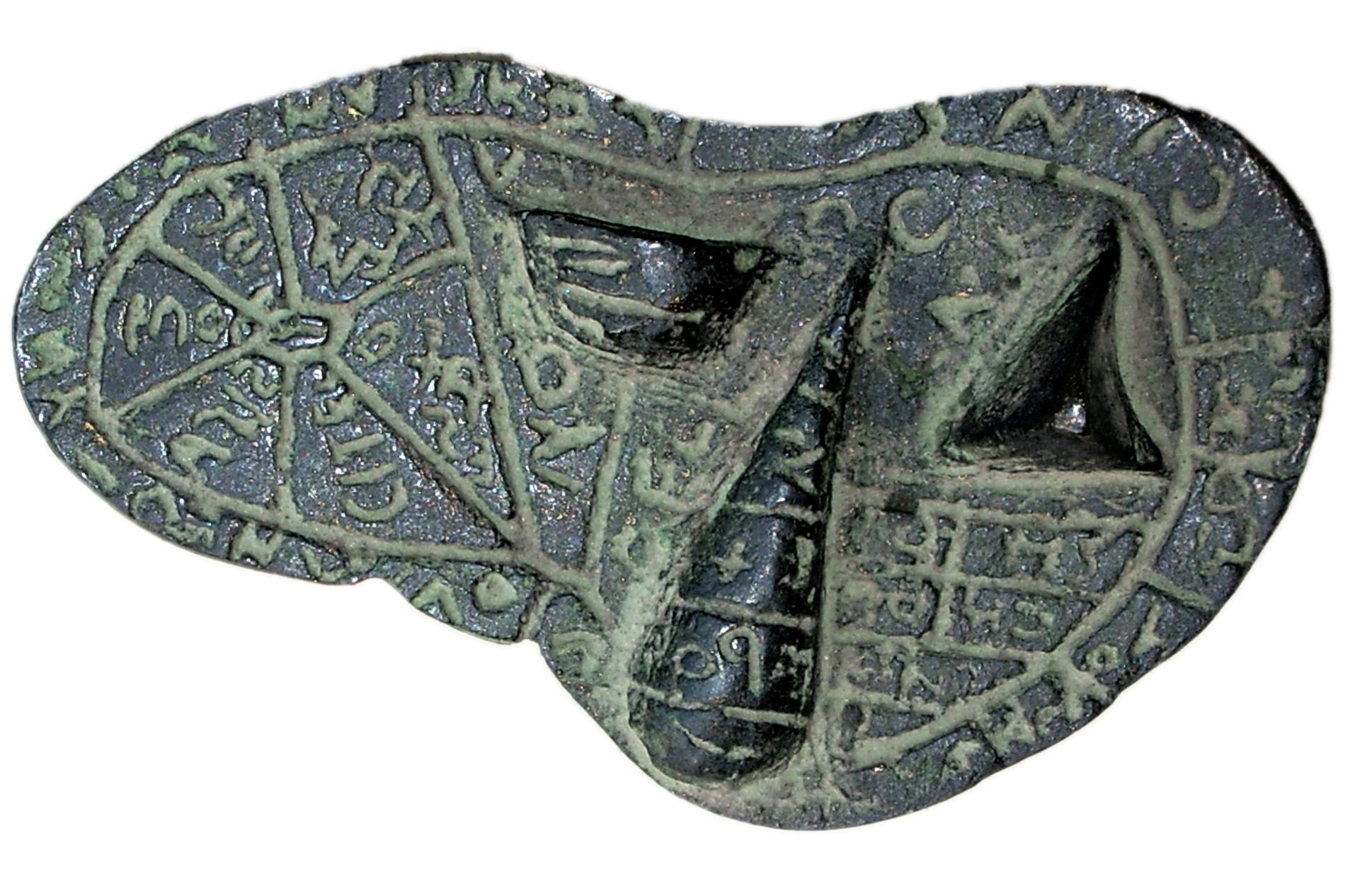
Replika modelu wątroby z Piacenza

- baru (kapłan-wróżbita) – przewidywaniem przyszłości i wróżeniem (prorokowanie, prognozowanie), m.in. rokowaniem co do możliwości wyleczenia pacjenta
- ashipu (āšipu, mašmašu, kapłan-egzorcysta) – wywoływaniem oraz wypędzaniem duchów i demonów poprzez zaklęcia i czynności rytualne[45], (magia babilońska)
- asu (asû, „ten, który zna wodę”) – leczeniem ludzi poprzez podawanie leków, zabiegi chirurgiczne i in. („praktyczni uzdrowiciele” dodatkowo korzystali z magii)

### Leczenie i zapobieganie
Mezopotamscy lekarze dysponowali mniejszą wiedzą na temat przyczyn i przebiegu chorób (współczesna etiologia, anatomia, fizjologia, patofizjologia) niż lekarze w starożytnym Egipcie. Nie dysponowali możliwościami obserwacji chorobowych zmian narządów w czasie sekcji zmarłych, z jakich korzystał np. Imhotep, lekarz faraona Dżesera. W Mezopotamii sekcja stanowiła tabu (dostępne informacje o patogenezie dotyczyły chorób zwierząt). Mimo to nie ograniczali się do modlitw i zaklęć – w miarę odkrywania kolejnych śladów ich działania rośnie przekonanie o umiejętności wnikliwej obserwacji objawów chorób (o czym świadczą szczegółowe opisy, zgodne z zamieszczanymi w podręcznikach z XIX–XX w.), o racjonalnych diagnozach i wyborach metod leczenia. Szczególnie dużym wyzwaniem musiało być postępowanie w przypadkach chorób naczyń mózgowych. Nie znając budowy i działania układu nerwowego, w tym CUN, asu część neuropsychiatrycznych objawów udaru (np. padaczka, psychozy, zaburzenia depresyjne, lęki) uznawali za skutek działania złych duchów, których wypędzanie było zadaniem kapłana lub aszipu. W innych przypadkach (np. porażenie nerwu twarzowego, niedowłady, afazja) dostrzegano podłoże fizyczne i stosowano środki farmakologiczne.
Treść tzw. „listów z Mari” (Letters to the King of Mari) dowodzi, że w czasie leczenia pacjenta lekarze-praktycy i uzdrowiciele stosujący magię pracowali obok siebie – żadna z metod uzdrawiania nie była uważana za bardziej uzasadnioną od drugiej.
Diagnozy i rokowanie
Asu dokonywał rozpoznania choroby na podstawie objawów (współcześnie „rozpoznanie przy łóżku chorego”), co było podstawą wyboru metody leczenia. Rokowanie było zadaniem baru, który wykorzystywał m.in. astrologię i obserwacje innych zjawisk przyrodniczych (wierzono w bóstwa, objawiające się poprzez zjawiska przyrody). Niedostępne informacje o stanie wewnętrznych narządów pacjenta zastępowano obserwacjami wnętrzności (najczęściej wątroby) zwierząt ofiarnych, składanych przez chorego lub w jego imieniu. Przypuszcza się, że mezopotamskie metody haruspicji zostały później przejęte przez Etrusków (zob. wątroba z Piacenzy), a potem Rzymian i inne kultury.
Leczenie
Uzdrawianie przez ashipu polegało na wypędzaniu duchów za pomocą zaklęć i rytuałów. Kapłan, ubrany zwykle w czerwone szaty, wchodząc do domu chorego wymawiał obrzędowe zdania, potwierdzające przychylność dobrych bóstw, co musiało obniżać poziom lęku osoby cierpiącej i jej rodziny przed złymi demonami, które spowodowały chorobę, np.: 

Bóg Ea mnie posłał. Swoje czarodziejskie zaklęcia włożył w moje usta.

Pierwotna praktyczna wiedza lekarska, przekazywana z pokolenia na pokolenie (po opanowaniu pisma zapisywana na glinianych tabliczkach), prawdopodobnie wywodzi się z tradycyjnego ziołolecznictwa. Ludowa wiedza, zgromadzona na podstawie obserwacji działania roślin (wewnętrznego lub zewnętrznego), mogła dopiero później zostać „skażona” przez praktyki magiczne. Zioła stosowano podczas opatrywania ran, leczenia złamań, lewatyw itp. (podawanie części leków korelowało z datą, porą dnia oraz położeniem gwiazd). Stosując masaże, opatrunki itp. asu odwoływał się do sił nadprzyrodzonych – korzystał z zaleceń sformułowanych np.:

Z dalekiego nieba powiał wiatr i spowodował chorobę w oku człowieka […]. taką samą ludzką chorobę dojrzała bogini Namu.
Weź rozdrobnioną kasję, powiedz zaklęcie […] i zawiń oko człowieka.

Reginald Campbell Thompson, wytrwały tłumacz asyryjskich tekstów medycznych, i jego następcy odcyfrowali i opublikowali 250 nazw roślin i innych składników mezopotamskich leków. W recepturach wymieniano np. rośliny makowate (co najmniej od czasów Sargona II) – źródło opium – oraz wiele innych roślin, stosowanych wcześniej w Egipcie, m.in.:

- mandragora
- lulek
- tamaryszek
- lotus
- wierzba
- drzewo morwowe
- wawrzyn
- trzcina
- mirra
- kadzidłowiec
- cyborga
- waleriana
- szafran
- tymianek
- kminek
- jałowiec
- kolokwinta
- czosnek
- cebula

Stosowano również rośliny prawdopodobnie wówczas w Egipcie nieznane: platany, bukszpan, drzewo świętojańskie, topola mezopotamska, balsam mirry i inne, a przede wszystkim wilczą jagodę (Atropa belladonna, zob. zastosowanie), stosowaną np. przy skurczach pęcherza, napadach kaszlu lub nadmiernym ślinotoku. Część roślin dotarała do Mezopotamii i Egiptu z Indii. Były wśród nich konopie indyjskie, które w Mezopotamii po raz pierwszy zaliczono do ziół leczniczych.
Lekarze byli świadomi zagrożeń, na jakie mogą być narażeni pacjenci zażywający leki zawierające niektóre z wymienionych ziół. Istnieją dokumenty potwierdzające przeprowadzanie testów na jeńcach lub niewolnikach (m.in. list lekarza Abad-Szum-Usura do króla Asarhaddona w sprawie leczenia następcy tronu).
Leki zawierały również składniki mineralne (np. ałun, siarka, miedź, grynszpan) lub pochodzenia zwierzęcego, np. kał (koproterapia, stosowana również w starożytnym Egipcie).
O istnieniu chirurgii – metody leczenia najmniej związanej z magią – wspomniano już w XVIII wieku p.n.e. w Kodeksie Hammurabiego. Potwierdziły to znaleziska archeologiczne  – w Niniwie znaleziono kilka chiururgicznych narzędzi (dwusieczny skalpel, piła, dwa noże z brązu, mały nóż z obsydianu oraz trepan do otwierania czaszki). Określone w kodeksie praw wysokie opłaty za operacje oraz kary ponoszone w przypadku ich niepowodzenia mogły ograniczać rozwój tej gałęzi medycyny. Do operacji okulistycznych, np. wykonywanych w przypadkach zaćmy (zmętniałą soczewkę przesuwano igłą), odnosił się zapis, że w przypadku spowodowania utraty oka przez obywatela lekarz ma być ukarany obcięciem rąk (kary nie były tak surowe, jeżeli pacjent był np. niewolnikiem).   
Trepanacja czaszki była prawdopodobnie wykonywana sporadycznie, jednak została jednoznacznie potwierdzona w wyniku badań czaszek, znalezionych w Lakisz przez Jamesa Starkeya (prowadzone są dalsze poszukiwania).